# Othon (film)
Pour les articles homonymes, voir Othon.
Pour plus de détails, voir Fiche technique et Distribution.
Othon, également connu sous le titre Les yeux ne veulent pas en tout temps se fermer ou Peut-être qu'un jour Rome se permettra de choisir à son tour, est un film franco-ouest-germano-italien de Jean-Marie Straub et Danièle Huillet, sorti en 1970.
Il s'agit d'une adaptation de la pièce éponyme de Pierre Corneille créée en 1664.

## Synopsis
À Rome, au début de l'année 69, l'empereur vieillissant Galba, faute d'héritier, doit choisir son successeur entre les sénateurs Pison et Othon. Ce dernier, naguère favori de l'empereur précédent Néron, cherche l'appui du consul Vinius qui consent à le soutenir s'il suit sa stratégie en demandant d'abord la main de Camille, la nièce de Galba, plutôt que celle de sa fille Plautine dont il est épris. Othon accepte au moment où Galba choisit Pison et lui donne sa nièce pour femme. Mais l'armée se rebelle contre Galba et c'est Othon qui est proclamé empereur sans être contraint d'épouser qui que ce soit. 

## Thèmes et contexte
« Ce film est dédié au très grand nombre de ceux nés dans la langue française, qui n’ont jamais eu le privilège de faire connaissance avec l’œuvre de Corneille »

— Jean-Marie Straub

C'est sur le mont Palatin et dans des jardins romains de la villa Doria Pamphilj que se déroule la tragédie Othon, essentiellement interprétée par des acteurs non professionnels, mais costumés et sur fond sonore du bruissement de la Rome moderne, suivant la thématique de son auteur : 
— Pierre Corneille (extrait de son préambule « au lecteur »)

## Fiche technique
- Titre original : Othon[4],[5],[6] ou Les yeux ne veulent pas en tout temps se fermer ou Peut-être qu'un jour Rome se permettra de choisir à son tour[7],[3]
- Titre allemand : Othon. Die Augen wollen sich nicht zu jeder Zeit schließen oder Vielleicht wird Rom sich eines Tages erlauben seinerseits zu wählen[8]
- Titre italien : Gli occhi non vogliono in ogni tempo chiudersi
- Réalisation : Jean-Marie Straub et Danièle Huillet d'après la tragédie de Pierre Corneille, Othon (1664)
- Scénographie : Italo Pastorino[8]
- Costumes : Anna Raboni[8]
- Coiffures : Todero Guerrino
- Photographie : Ugo Piccone, Renato Berta
- Son : Louis Hochet, Lucien Moreau
- Montage : Jean-Marie Straub et Danièle Huillet
- Production : Jean-Marie Straub et Danièle Huillet, Klaus Hellwig
- Sociétés de production : Janus-Film/Fernseh-Produktion (Allemagne), Straub-Huillet Films (Italie)
- Sociétés de distribution : Les Cinémas Associés (France), Forum Distribution (France), Cinémathèque française
- Budget : 170 000 DM[2]
- Pays d’origine :  France,  Allemagne de l'Ouest,  Italie
- Langue de tournage : français
- Période prises de vue : quatre semaines en août-septembre 1969[2]
- Extérieurs : mont Palatin et jardins de la villa Doria Pamphilj à Rome (Italie)[2]
- Format : 16 mm ; couleur par Eastmancolor ; 1.37:1 ; monophonique
- Genre : drame
- Durée : 88 minutes
- Dates de sortie : 
  - Italie, 4 janvier 1970 (Festival du film de Rapallo)[2]
  - Allemagne, 8 octobre 1970 (Internationales Filmfestival Mannheim-Heidelberg)[2]
  - France, 13 janvier 1971
- (fr) Classifications CNC : tous publics, art et essai (visa d'exploitation no 38202 délivré le 25 janvier 1973)

## Distribution
- Adriano Aprà : le sénateur Othon, amant de Plautine
- Anne Brumagne : Plautine, fille de Vinius, amante d'Othon
- Ennio Lauricella : l'empereur Galba
- Olimpia Carlisi : Camille, nièce de Galba
- Anthony Pensabene : le consul Vinius
- Jean-Marie Straub (crédité Jubarite Semaran) : le préfet Lacus
- Jean-Claude Biette : Martian, un affranchi de Galba
- Leo Mingrone : Albin, l'ami d'Othon
- Gianna Mingrone : Albiane, sœur d'Albin, dame d'honneur de Camille
- Marilù Parolini : Flavie, l'amie de Plautine
- Eduardo de Gregorio : le soldat Atticus
- Sergio Rossi : le soldat Rutile
- Sebastian Schadhauser : 1er soldat
- Jacques Fillion : 2e soldat

## Accueil

### Critique
- Versification historique de Marguerite Duras publiée dans les Cahiers du cinéma pour inciter ses lecteurs à assister à la projection du film : « Soyez pas cons, allez voir Othon… »[9]

### Distinctions
Le film a été présenté à la Quinzaine des réalisateurs, en sélection parallèle du Festival de Cannes 1970.